# Najwa Karam
Najwa Karam (arabiska: نجوى كرم  libanesiskt uttal: [ˈnaʒwa ˈkaɾam]), född 26 februari 1966 i Beirut i Libanon, är en libanesisk sångerska. Hon har sålt över 80 miljoner skivor över hela världen och bidrog till spridningen av den libanesiska dialekten i arabisk pop. Bortsett från hennes sångkarriär är Najwa huvuddomare på tv showen Arabs Got Talent. Najwas låtar var de mest sålda låtarna av en artist från mellanöstern åren 1999, 2000, 2001, 2003 och 2008.

## Diskografi

### Studioalbum
- 1989: Ya Habayeb
- 1992: Shams el-Ghinnieh
- 1993: Ana Ma'akon
- 1994: Naghmet Hob
- 1995: Ma Bassmahlak
- 1996: Hazi Helo
- 1997: Ma Hada La Hada
- 1998: Maghroumeh
- 1999: Rouh Rouhi
- 2000: Oyoun Qalbi
- 2001: Nedmaneh
- 2002: Tahamouni
- 2003: Saharni
- 2004: Shu Mghaira..!
- 2005: Kibir'el Hob
- 2007: Hayda Haki:
- 2008: Är Bemzah Ma'ak
- 2009: Khallini Shoufak
- 2011: Hal Layle... Ma Fi Nom

### Samlingsverk
- 2001: The Very Best Of Najwa Karam
- 2006: Greatest Hits

### Liveinspelningar
- 2001: Live in Concert
- 2008: Queen of Carthage 2008